# Take My Hand, Precious Lord
Take My Hand, Precious Lord (Chúa Dẫn đưa) là ca khúc thuộc dòng nhạc Phúc âm, sáng tác vào tháng 8 năm 1932 bởi Mục sư Thomas A. Dorsey (1899 – 1993), giai điệu của George N. Allen (1812 – 1877).

## Lịch sử
Được truyền cảm hứng từ một bài thánh ca năm 1844 tựa đề "Maitland" của nhà sáng tác người Mỹ George N. Allen, Dorsey viết ca từ cho bài hát "Take My Hand, Precious Lord" trong nỗi đau khôn nguôi khi vợ ông, Nettie Harper, qua đời lúc sinh con, rồi bé trai sơ sinh cũng chết một ngày sau đó.  Lần đầu tiên ca khúc được ghi âm là vào ngày 16 tháng 8 năm 1938 bởi Emory Johnson (Decca 7546). "Take My Hand, Precious Lord" đã được phát hành trong hơn 40 ngôn ngữ, và trở thành một trong những ca khúc được yêu thích nhất thuộc dòng nhạc Phúc âm.
Đây cũng là ca khúc được Mục sư Martin Luther King, Jr. yêu thích, ông thường mời huyền thoại nhạc phúc âm Mahalia Jackson đến trình diễn tại các buổi tụ tập của Phong trào Dân quyền, và theo lời yêu cầu của King trước khi bị ám sát, Mahalia đã hát "Take My Hand, Precious Lord" trong tang lễ của ông vào tháng 4 năm 1968.  Ngày 7 tháng 4 năm 1968, ba ngày sau khi Tiến sĩ Martin Luther King bị ám sát, tại Westbury Music Fair với sức chứa ba ngàn người, "Take My Hand, Precious Lord" lại vang lên qua giọng hát của Nina Simone, đó là đêm tưởng nhớ Martin Luther King, ca khúc này được ghi âm và phát hành trong album 'Nuff Said!
Ca sĩ nhạc opera Leontyne Price trình bày ca khúc này tại tang lễ của Tổng thống Hoa Kỳ Lyndon Baines Johnson vào tháng 1 năm 1973,  rồi giai điệu của ca khúc lại vang lên trong tang lễ của Mahalia Jackson năm 1972 qua giọng hát của Aretha Franklin. Cũng trong năm 1972, Aretha Franklin ghi âm bài hát này cho album Amazing Grace của cô như là một phần trong liên khúc kết hợp với bài You've Got a Friend.

## Giải thưởng
Năm 2007, "Take My Hand, Precious Lord" được chọn vào Sảnh Vinh danh Âm nhạc Cơ Đốc. Bài hát cũng có tên trong danh sách Những Ca khúc của Thế kỷ, theo sự tuyển chọn của Recording Industry of America và  National Endowment for the Arts.

## Thể hiện
"Take My Hand, Precious Lord" được nhiều ca sĩ trình bày, trong đó có:
| - Emory Johnson (1938 Decca 7546) - Selah Jubilee Singers (1938 Decca 7598) - Rosetta Tharpe (1941 Decca 8610) - Mahalia Jackson (1956) - Little Jimmy Dickens (1956) - Elvis Presley (1957) - Jimmy Dean (1957) - Roy Acuff (1958) | - The Oak Ridge Boys (1959) - Tennessee Ernie Ford (1960) - Chet Atkins (1962) - Little Richard (1964) - Nina Simone (1968) - Marion Williams (1973) - Ike and Tina Turner (1974) - Preservation Hall Jazz Band (1976) | - Lawrence Welk (1978) - B. B. King (1987) - Lonnie Donegan (1993) - Al Green (1994) - Clara Ward (1996) - Andrae Crouch (1996) - Marvis Staples (1996) - Gladys Knight (1998) | - Pat Boone (1998) - Aretha Franklin (2000) - Merle Haggard (2001) - Engelbert Humperdinck (2003) - Etta James (2005) - Chaka Khan (2005) - Randy Travis (2005) - Faith Hill (2005) - Các ca sĩ khác |

## Ca từ
| Tiếng Anh Precious Lord, take my hand Lead me on, let me stand I am tired, I am weak, I am worn Through the storm, through the night Lead me on to the light Take my hand precious Lord, lead me home When my way grows drear Precious Lord linger near When my light is almost gone Hear my cry, hear my call Hold my hand lest I fall Take my hand precious Lord, lead me home When the darkness appears And the night draws near And the day is past and gone At the river I stand Guide my feet, hold my hand Take my hand precious Lord, lead me home Precious Lord, take my hand Lead me on, let me stand I'm tired, I'm weak, I'm lone Through the storm, through the night Lead me on to the light Take my hand precious Lord, lead me home |  | Tiếng Việt Hằng đợi mong, lòng chờ trông Chúa dấu yêu nắm bàn tay dẫn đưa về vùng bình yên, chốn yêu thương Đời giông bão, kiếp lênh đênh Xót xa mong mái nhà xưa Chúa nhân từ cầm tay dẫn đưa tôi về Đường còn xa, mà chồn chân Gối mỏi mê, mắt mờ sương quên đường về, gập ghềnh lê xác thân đau Trong đêm tối, tiếng kêu thương Khóc lặng câm, mắt lệ sâu Chúa nhân từ, Ngài luôn lắng nghe tôi cầu Hồn sầu thương, lòng buồn đau Bước ngả nghiêng, chân trượt mau trên đường đời, mộng mị trong giấc cô miên Ngồi trông ngóng tiếng thân quen dấu yêu xưa, nhưng hoài công Chúa nhân từ, Ngài luôn ở bên tôi hoài Đời tà dương bạc đầu mau Những đam mê qua vội qua Mong bụi trần mờ mịt che bước chân run Ngày tắt nắng, ánh thái dương mải mê ru cho ngàn thu Chúa nhân từ cầm tay dẫn đưa tôi về |